# Colletes judaicus
Colletes judaicus är en biart som beskrevs av Noskiewicz 1955. Colletes judaicus ingår i släktet sidenbin, och familjen korttungebin. Inga underarter finns listade i Catalogue of Life.

## Bildgalleri

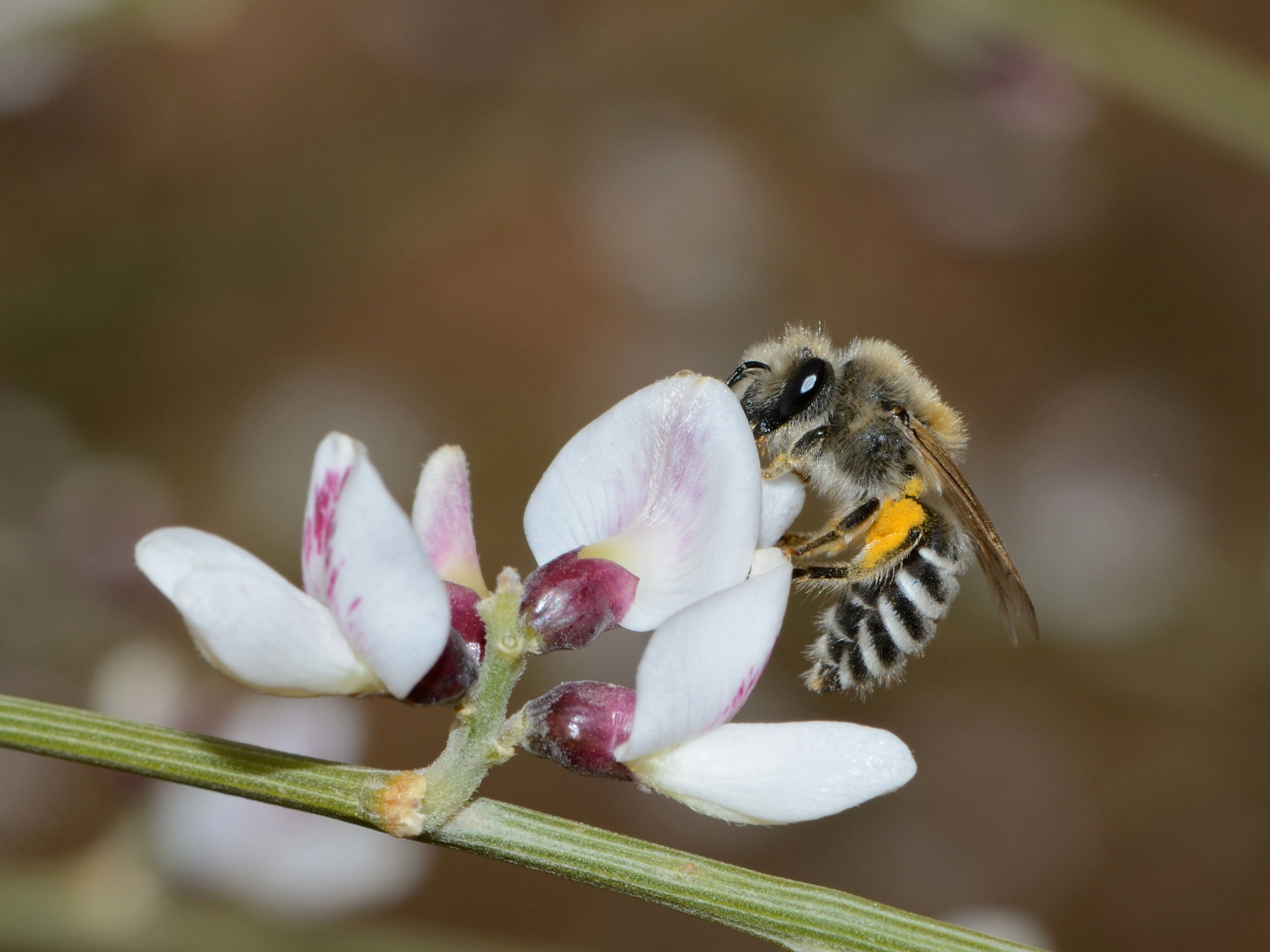
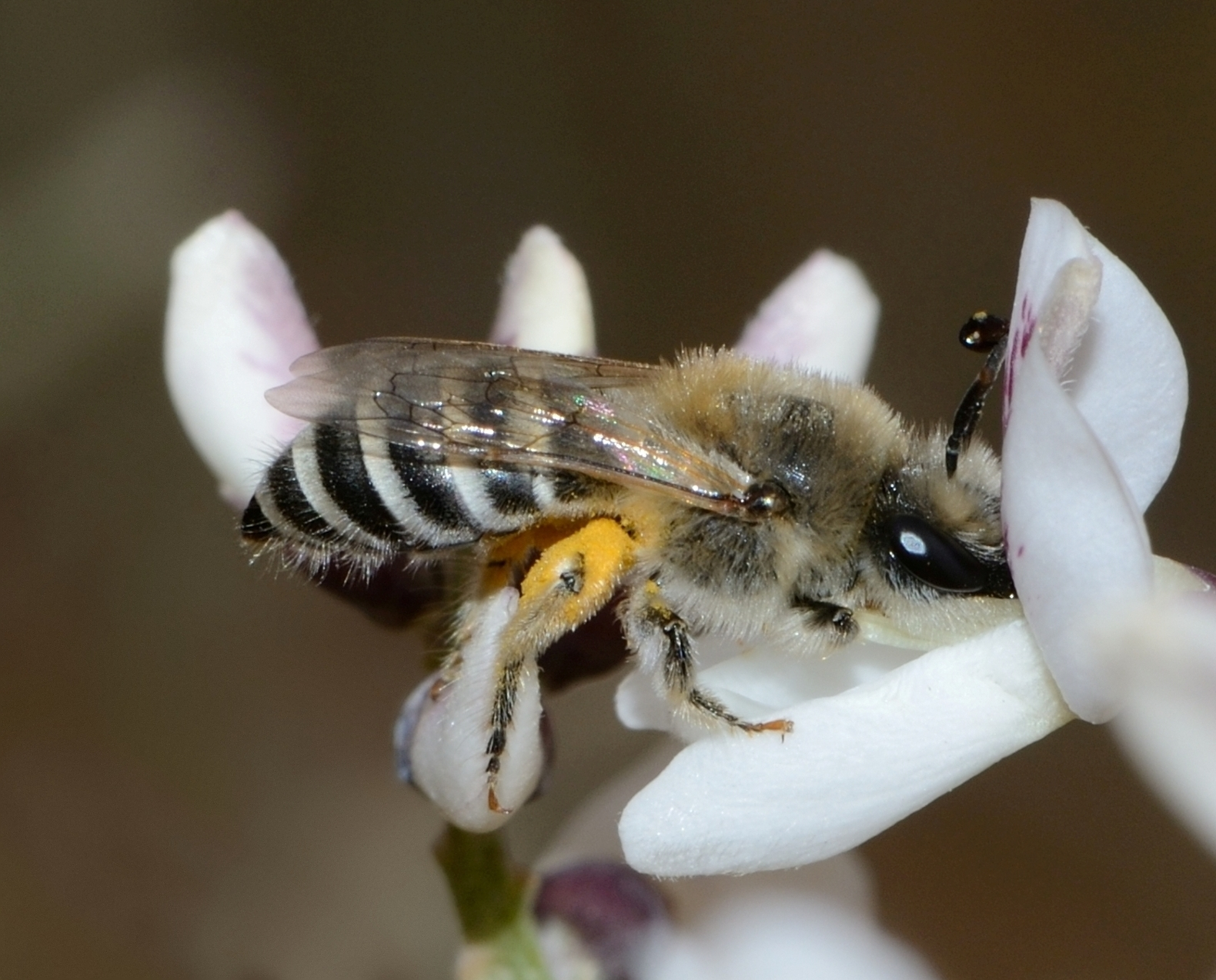